# Yanni Gourde
Yanni Gourde (* 15. Dezember 1991 in Saint-Narcisse, Québec) ist ein kanadischer Eishockeyspieler, der seit März 2025 wieder bei den Tampa Bay Lightning in der National Hockey League unter Vertrag steht. Zuvor war der Center bereits von 2015 bis 2021 für das Team aktiv und gewann dort in den Playoffs 2020 und 2021 den Stanley Cup. Zwischenzeitlich lief er knapp vier Jahre für die Seattle Kraken auf.

## Karriere

### Jugend
Gourde spielte während seiner Juniorenzeit zwischen 2009 und 2012 bei den Tigres de Victoriaville in der Ligue de hockey junior majeur du Québec. Nach einem soliden Jahr als Rookie war er mit Beginn der Saison 2010/11 eine tragende Kraft im Kader und war drittbester Scorer des Teams. In seinem letzten Jahr in der QMJHL war er mit 124 Punkten Topscorer der Liga, konnte sein Team aber nicht über die erste Play-off-Runde hinausführen. Dennoch wurde er – neben der Trophée Jean Béliveau für den Topscorer – auch mit der Trophée Michel Brière als wertvollster Spieler bedacht. Zudem wurde er ins First All-Star Team der Liga gewählt.

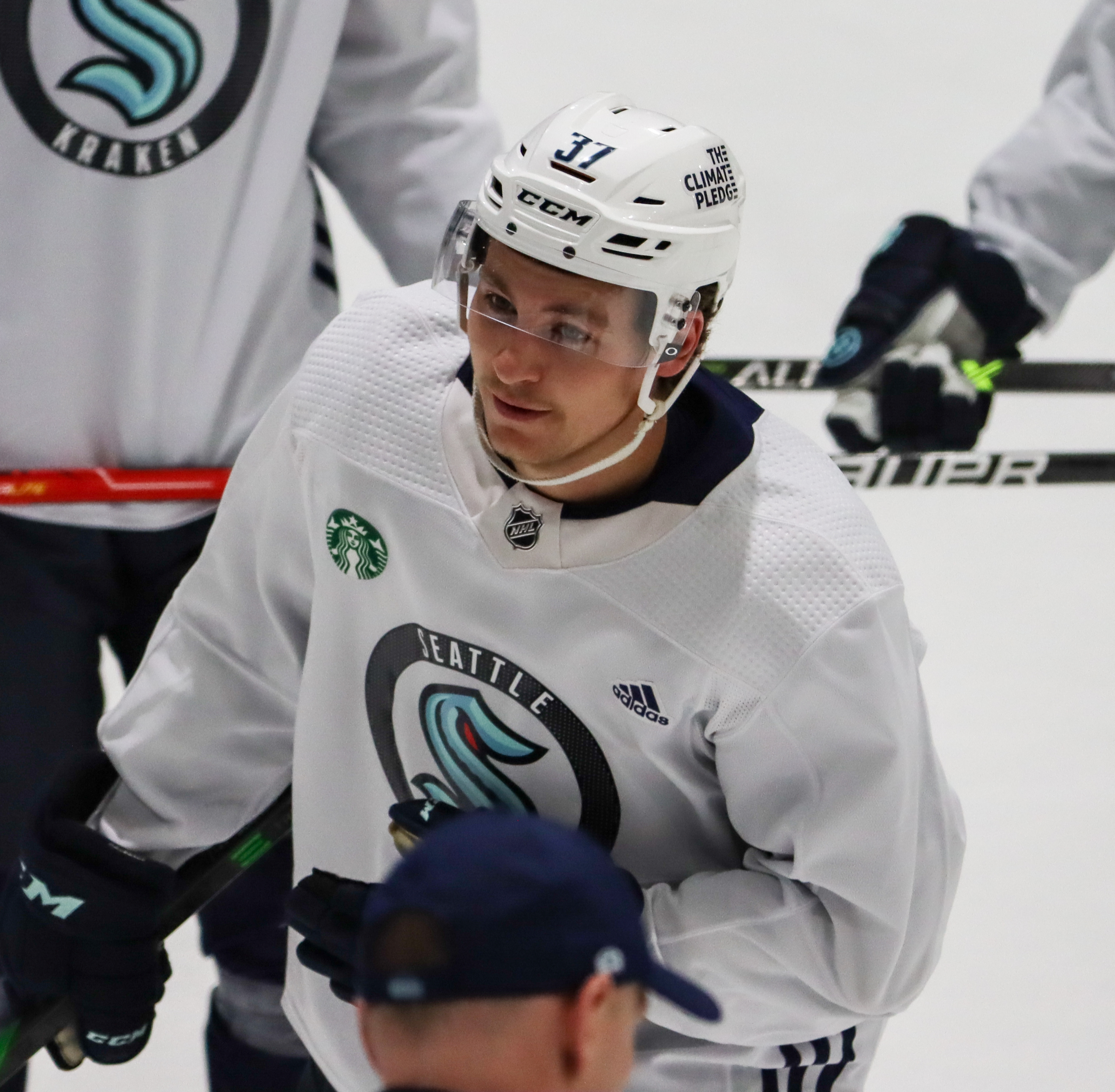
Yanni Gourde im Trikot der Seattle Kraken

Da der Stürmer im NHL Entry Draft unberücksichtigt geblieben war, erhielt er nach dem Ausscheiden der Tigres aus den Play-offs einen Amateur-Probevertrag bei den Worcester Sharks aus der American Hockey League angeboten, über den er sich einen Einjahresvertrag bei den Sharks für die Spielzeit 2011/12 erarbeitete. Mit lediglich 14 Scorerpunkten in 54 Einsätzen verlief die Saison aber enttäuschend, und Gourde fand sich zwischenzeitlich in der ECHL bei den San Francisco Bulls wieder. Nach dem Saisonende wurde der Vertrag des Kanadiers nicht verlängert und so sicherten sich die Kalamazoo Wings aus der ECHL im September 2013 die Dienste des Angreifers. Nachdem er dort in der ersten Saisonhälfte zu überzeugen wusste, verliehen ihn die Wings an seinen Ex-Klub aus Worcester, wo er mit 24 Punkten in 25 Partien nun endlich Fuß fasste und im März von den Tampa Bay Lightning aus der National Hockey League verpflichtet wurde. Bis zum Saisonende erhielt er einen Vertrag mit Gültigkeit für die AHL, der mit Beginn der Saison 2014/15 in einen NHL-Einstiegsvertrag mit zwei Jahren Laufzeit überging.

### NHL
In der Organisation Tampas war Gourde in den folgenden beiden Spielzeiten – mit Ausnahme seines NHL-Debüts über zwei Spiele Mitte Dezember 2015 – ausschließlich für Syracuse aktiv. Im Sommer 2016 verlängerten die Lightning den ausgelaufenen Vertrag um ein weiteres Jahr und beriefen ihn Ende Dezember ein weiteres Mal für zwei Einsätze in den NHL-Kader. Mit Beginn der Spielzeit 2017/18 etablierte sich der Angreifer im Aufgebot der Lightning und wurde im Februar 2018 als NHL-Rookie des Monats ausgezeichnet. Am Ende der Saison hatte er 64 Punkte im 82 Spielen verzeichnet, sodass er sich in der Rookie-Scorerliste auf Rang drei platzierte und alle Liganeulinge mit einer Plus/Minus-Wertung von +34 anführte. Darüber hinaus stellte er mit diesen 64 Scorerpunkten einen neuen Franchise-Rekord für Rookies in Tampa auf, den zuvor Brad Richards innehatte (62 Punkte; Saison 2000/01).
Anschließend unterzeichnete Gourde im November 2018 einen neuen Sechsjahresvertrag bei den Lightning, der ihm mit Beginn der Saison 2019/20 ein durchschnittliches Jahresgehalt von 5,166 Millionen US-Dollar einbringen soll. Am Ende dieser gewann er mit dem Team in den Playoffs 2020 den Stanley Cup und wiederholte diesen Erfolg in den folgenden Playoffs 2021. Anschließend wurde der Franko-Kanadier im NHL Expansion Draft 2021 von den Seattle Kraken ausgewählt.
Nach dreieinhalb Jahren in Seattle kehrte Gourde im März 2025 im Rahmen eines größeren Tauschgeschäfts, das drei Teams umfasste, zu den Tampa Bay Lightning zurück. Mit ihm wechselten Oliver Bjorkstrand sowie ein Fünftrunden-Wahlrecht im NHL Entry Draft 2026 nach Tampa, während Seattle weiterhin die Hälfte seines Gehalts übernahm. Im Gegenzug erhielten die Kraken Michael Eyssimont, je ein Erstrunden-Wahlrecht in den Drafts 2026 und 2027 sowie ein Zweitrunden-Wahlrecht im NHL Entry Draft 2025. Beide Erstrunden-Wahlrechte sind dabei top-10 protected, verschieben sich also um ein Jahr nach hinten, sofern sie sich unter den ersten zehn Positionen befinden. Zudem sollen die Kraken je ein zusätzliches Drittrunden-Wahlrecht erhalten, falls dies passiert. Als dritte Partei waren die Detroit Red Wings an dem Transfer beteiligt, die in erster Linie erneut die Hälfte von Gourdes Gehalt übernahmen, effektiv also 25 %. Dafür bekamen sie ein Viertrunden-Wahlrecht im Draft 2025 von Tampa, die zudem Kyle Aucoin erhielten.

## Erfolge und Auszeichnungen
| - 2012 Trophée Jean Béliveau - 2012 Trophée Michel Brière - 2012 LHJMQ First All-Star Team - 2014 AHL-Spieler des Monats November | - 2017 Teilnahme am AHL All-Star Classic - 2018 NHL-Rookie des Monats Februar - 2020 Stanley-Cup-Gewinn mit den Tampa Bay Lightning - 2021 Stanley-Cup-Gewinn mit den Tampa Bay Lightning |

## Karrierestatistik
Stand: Ende der Saison 2024/25
(Legende zur Spielerstatistik: Sp oder GP = absolvierte Spiele; T oder G = erzielte Tore; V oder A = erzielte Assists; Pkt oder Pts = erzielte Scorerpunkte; SM oder PIM = erhaltene Strafminuten; +/− = Plus/Minus-Bilanz; PP = erzielte Überzahltore; SH = erzielte Unterzahltore; GW = erzielte Siegtore; 1 Play-downs/Relegation; Kursiv: Statistik nicht vollständig)